# Rohullah Nikpai
Rohullah Nikpai (per. روح‌الله نیکپای) (Kabul, Afganistan, 15. lipnja 1987.) afganistanski je taekwondoaš te prvi osvajač olimpijske medalje za Afganistan.

## Karijera
Nikpai je s treniranjem taekwondoa započeo u afganistanskom glavnom gradu Kabulu, u dobi od 10 godina. Tokom krvavih napada u Kabulu, Rohullah Nikpai je s obitelji otišao u Iran u tamošnji afganistanski izbjeglički kamp. Športaš uskoro postaje članom afganistanske taekwondo reprezentacije. Godine 2004. vraća se u Kabul te nastavlja s treniranjem kojeg sponzorira afganistanska Vlada.
Sudjelovao je na Azijskim igrama koje su se održale 2006. godine u katarskoj Dohi. Tamo se natjecao u muha kategoriji (58 kg). U četvrtfinalu turnira, porazio ga je Nattapong Tewawetchapong iz Tajlanda, koji je kasnije osvojio srebro na turniru.
Na Olimpijskim igrama u Pekingu 2008. godine, Nikpai se natjecao u kategoriji do 58 kg. U prvom kolu pobijedio je europskog prvaka, Nijemca Leventa Tuncata. Pobjedom nad dvostrukim svjetskim prvakom Juanom Antoniom Ramosom iz Španjolske, Nikpai osvaja brončanu medalju. Time je postao prvi (i zasad jedini) Afganistanac koji je za svoju domovinu osvojio neku medalju na Olimpijadi. Nakon pobjede, ubrzo ga je nazvao afganistanski predsjednik Hamid Karzai te mu čestitao na ostvarenom uspjehu. Zbog tog rezultata nagradila ga je i afganistanska Vlada.
Nakon osvojene medalje, Rohullah Nikpai je izjavio: "Nadam se da će ovo poslati poruku mira mnogim zemljama, nakon 30 godina ratovanja".

### OI 2008. Peking
| Peking 2008.       | Peking 2008.           | Peking 2008. | Peking 2008.    |
| Protivnik          | Zemlja                 | Ishod        | Natjecanje      |
| ------------------ | ---------------------- | ------------ | --------------- |
| Levent Tuncat      | Njemačka               | 4:3; pobjeda | 1. krug         |
| Guillermo Pérez    | Meksiko                | 1:2; poraz   | četvrtfinale    |
| Michael Harvey     | Ujedinjeno Kraljevstvo | 2:1; pobjeda | repesaž         |
| Juan Antonio Ramos | Španjolska             | 4:1; pobjeda | borba za broncu |

### OI 2012. London
| London 2012.             | London 2012.             | London 2012.  | London 2012.    |
| Protivnik                | Zemlja                   | Ishod         | Natjecanje      |
| ------------------------ | ------------------------ | ------------- | --------------- |
| Michał Łoniewski         | Poljska                  | 12:5; pobjeda | 1. krug         |
| Mohammad Bagheri Motamed | Iran                     | 4:5; poraz    | četvrtfinale    |
| David Boui               | Srednjoafrička Republika | 14:2; pobjeda | repesaž         |
| Martin Stamper           | Ujedinjeno Kraljevstvo   | 5:3; pobjeda  | borba za broncu |

## Privatni život
Nikpai je pripadnik afganistanskog naroda Hazara koji većinom živi u Afganistanu, Pakistanu i Iranu te u emigraciji u Velikoj Britaniji i Kanadi. Sa svojom djevojkom se zaručio u kolovozu 2009. godine.